# Fantaman
Fantaman (黄金バット?, Ōgon Batto, lett. "Pipistrello dorato") è un manga basato sull'omonimo personaggio del supereroe nipponico introdotto nel romanzo Ōgon Batto di Takeo Nagamatsu nel 1930.
Le storie, scritte da Koji Kata e illustrate da Daiji Kazumine vennero pubblicate da Daitosha tra il 1964 e il 1965. Un'edizione italiana composta da due volumi di quasi quattrocento pagine l'uno, venne pubblicata da Star Comics nel 2006. Dal manga venne tratta una serie animata, prodotta dalla TCJ del 1967, e trasmessa in Italia nel 1981.

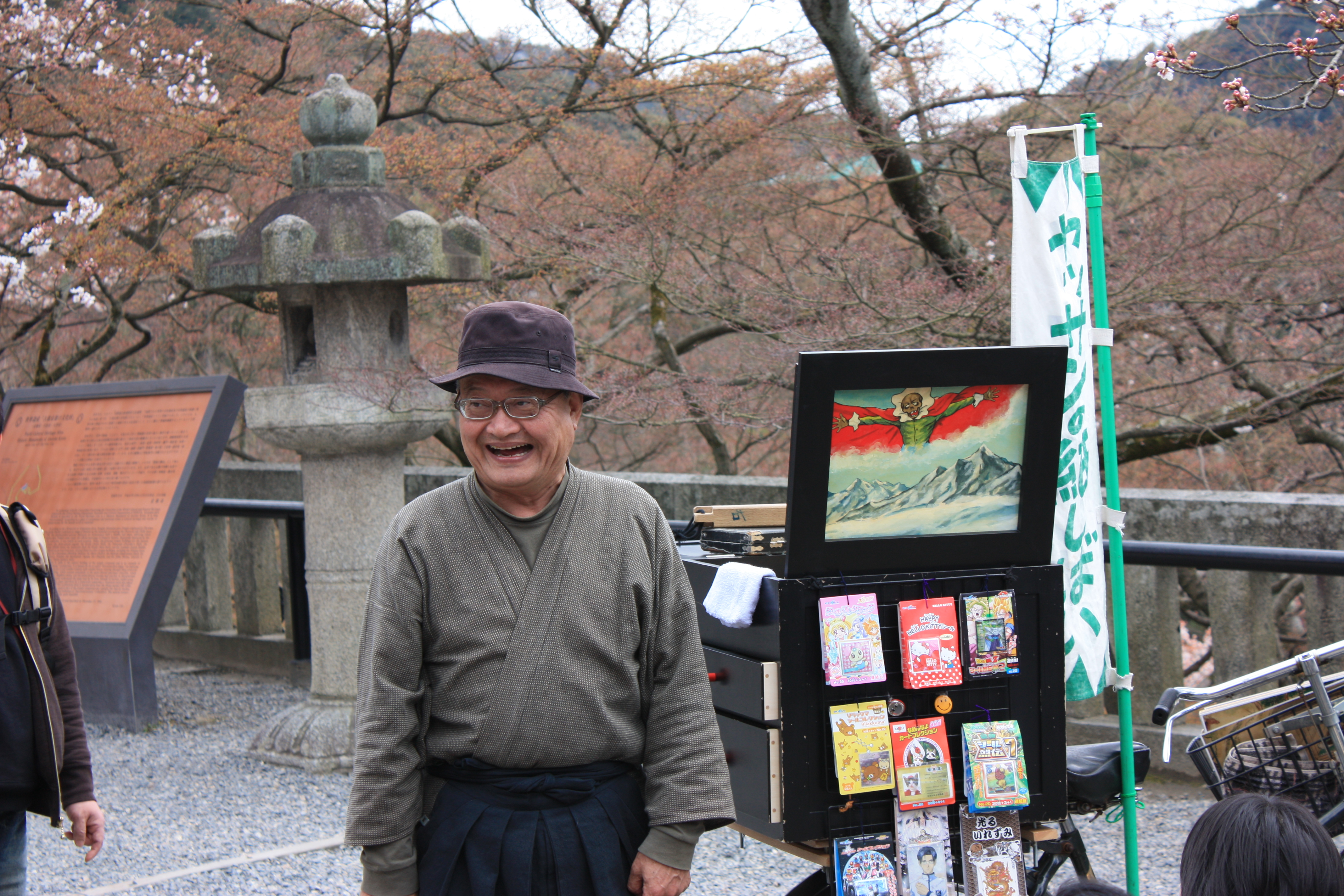
Artista di kamishibai al Kiyomizu-dera, mentre esegue la caratteristica risata di Fantaman.

Il personaggio esordì nel kamishibai, uno spettacolo ambulante in cui un narratore racconta una storia accompagnandosi con una sequenza d'immagini. Fu sufficientemente popolare da sopravvivere al declino del kamishibai dopo la seconda guerra mondiale e venne infine trasformato in manga e successivamente in anime.
Dal personaggio di Fantaman sono stati tratti anche due film live action: il primo nel 1950 e il secondo nel 1966, quest'ultimo è stato anche distribuito in Italia col titolo Il ritorno di Diavolik nell'anno 1968. Inoltre, si dice che quando i distributori italiani acquistarono l'adattamento cinematografico di Ogon Bat del 1966 in Italia, presentarono in Italia il personaggio detentore dello stesso Ogon Bat come la loro versione del personaggio dei fumetti italiano Kriminal, che somiglia molto al design moderno dello stesso Fantaman. (inoltre, è probabile che le strisce viste sulla maglietta rossa di Ogon Bat sui poster italiani fossero basate su quelle viste su Kriminal, da qui la loro estrema somiglianza). È stato anche affermato che ciò causerebbe problemi legali. In linea con questo, i distributori hanno intitolato il film "Diavolik", giocando sull'ispirazione principale e sul contendente di Kriminal, Diabolik, ma cambiando una lettera. Ma ciò fallì e furono sollevate ulteriori questioni legali.
Nel dicembre 2022 un nuovo manga illustrato da Kazutoshi Yamane è stato pubblicato in Champion Red da Akita Shoten.

## Trama
Il celebre archeologo Dottor Corallo conduce una spedizione di ricerca che giunge fino a toccare l'Antartide, un azzardo che si rivela per lui fatale perché improvvisamente emerge dal mare una strana creatura robotica che affonda in breve tempo la nave su cui viaggiava. Di tutto l'equipaggio, l'unica a sopravvivere è la giovane figlia del professore, Maria (che nella versione originale giapponese è presentata come di nazionalità italiana), la quale è soccorsa e portata in salvo dal Dottor Steele, membro di rilievo della comunità scientifica internazionale che transitava proprio in quel momento nella zona per collaudare una delle sue ultime invenzioni, l'Ipermacchina, ovvero una sorta di disco volante.
A bordo del mezzo del Dottor Steele sono presenti anche altri due protagonisti della serie: Terry, un adolescente avventuroso figlio del dottore, e lo sbadato e incapace assistente Gaby (pauroso, grassoccio e costantemente affamato, a volte intento nel sollevamento pesi) che dà un tocco comico alla vicenda. Saranno di lì a breve vittime di un attacco: nella zona è infatti celata una delle basi segrete del perfido Dottor Zero, un geniale scienziato pazzo ossessionato dal desiderio di conquistare il mondo intero e sottometterlo alla sua volontà.
Nel corso della loro fuga, a corto d'acqua dolce necessaria per il buon funzionamento dei motori dell'ipermacchina, i nostri eroi atterrano casualmente nella perduta isola di Atlantide, tornata da poco in superficie a causa di un'improvvisa eruzione vulcanica. Si mettono subito alla ricerca del prezioso liquido, ma neppure qui si trovano al sicuro e sono nuovamente attaccati da un mostro a forma di mano gigante creato da Zero, lo stesso che aveva affondato la nave su cui viaggiava il Dottor Corallo.
Fuggendo, seguono antichi ideogrammi che solo in parte Maria riesce a tradurre. Giunti a un sepolcro antichissimo, alcuni geroglifici lì incisi rivelano che ogni diecimila anni un grande male giunge a minacciare la Terra ed è proprio allora che risulta indispensabile richiamare alla vita il guerriero celato all'interno del sarcofago, poiché solo lui sarebbe stato in grado di sconfiggerlo definitivamente. Credendo di attivare un qualche genere di meccanismo e seguendo le istruzioni tradotte, versano delle gocce d'acqua all'interno del sarcofago riportando così alla vita Fantaman, l'eroe della giustizia: egli è il terrore dei criminali dell'antichità e d'ora in avanti proteggerà il gruppo di Maria e il mondo intero dalle mire diaboliche del Dottor Zero e del suo aiutante Gorgo.
Ogni qualvolta i nostri eroi si troveranno in pericolo o in difficoltà, a Maria è affidato il compito d'implorare l'aiuto di Fantaman, il quale apparirà sempre preceduto da un pipistrello d'oro e da una grande risata.

## Personaggi

Fantaman in volo armato col suo scettro

- Fantaman: il suo corpo è completamente dorato con il volto a forma di teschio. Indossa un mantello nero (rosso dal lato interno) con colletto alto ed è armato di uno scettro (del tutto simile ad un bastone da passeggio) con cui può effettuare magie e che può anche usare come arma bianca. Possiede una forza sovrumana, è in grado di volare ed è quasi completamente invulnerabile; il suo unico punto debole è la disidratazione, in grado di indebolirlo. La sua presenza è preannunciata da un pipistrello dorato in volo (sorto da un piccolo tatuaggio posto sul braccio di Fantaman), seguito da una gran risata che riverbera tutt'attorno. Fantaman era uno degli antichissimi imperatori di Atlantide, messo poi in uno stato di animazione sospesa all'interno di un sarcofago, in attesa d'essere risvegliato in un futuro lontano da un cuore puro per combattere le forze oscure. L'iscrizione posta sul coperchio del suo sarcofago lo descrive come "un dio della giustizia e protettore dei deboli".
- Maria Corallo: figlia del Dottor Corallo e amante degli animali, è l'unica persona in grado di richiamare Fantaman attraverso una preghiera.
- Dottor Steele: famoso scienziato che persegue la causa del bene e della pace nel mondo.
- Terry Steele: figlio del Dottor Steele, segue il padre in tutte le sue missioni.
- Gaby: assistente del Dottor Steele e amico di Terry e Maria, ha un aspetto grande e goffo e, pur essendo molto forte, è anche molto pauroso.
- Dottor Zero: capo di un'organizzazione criminale con lo scopo di conquistare l'intero pianeta per realizzare così le sue brame di potenza assoluta. È presumibilmente privo di gambe e si muove utilizzando una sorta di mini-UFO. Al posto della mano sinistra ha una tenaglia metallica, indossa una maschera nera con due piccole orecchie animali e quattro occhi felini di colori differenti, da ciascuno dei quali può sparare un differente tipo di raggio mortale. Nello specifico, i suoi occhi sono uno blu, uno giallo, uno rosso e uno verde, ma nel testo della sigla italiana vengono definiti erroneamente "giallo, rosso, giallo, blu".
- Gorgo: braccio destro di Zero, indossa una tunica rosa con colletto e orli rossi e porta i capelli grigi pettinati all'indietro con un piccolo ciuffo che gli copre un occhio; anche se molto cattivo è abbastanza inetto e vigliacco. In quasi tutti gli episodi gli viene dato dell'idiota dal Dottor Zero.
- Spettro Nero (Dottor Morte): è l'antico rivale di Fantaman. Il suo aspetto è identico a quello dell'eroe, ma di colore grigio scuro con mantello e stivali neri; è dotato degli stessi poteri di Fantaman e parla molto più spesso di lui. Dopo vari combattimenti, viene definitivamente sconfitto nell'ultimo episodio.

## Sigla
La sigla italiana è Fantaman, testo di Cleffer (Vincenzo Petti) e Bruno Tibaldi, musica di Ronnieross (Vincenzo Petti) e Bruno Tibaldi, cantata dai Superobots (Douglas Meakin, voce - Roberta Petteruti, cori), che per l'occasione utilizzarono lo pseudonimo di Superband.

## Doppiaggio
Il doppiaggio italiano è stato eseguito dalla Cooperativa Sincrovox.
| Personaggi          | Doppiatori originali | Doppiatori italiani |
| ------------------- | -------------------- | ------------------- |
| Maria               | Minori Matsushima    | Annarosa Garatti    |
| Fantaman (Ogon Bat) | Osamu Kobayashi      |                     |
| Dottor Zero         |                      | Ettore Conti        |

## Episodi
| Nº | Titolo italiano Giapponese 「Kanji」 - Rōmaji                                           | In onda           | In onda |
| Nº | Titolo italiano Giapponese 「Kanji」 - Rōmaji                                           | Giapponese        |         |
| 1  | Il segreto di Atlantide 「黄金バット誕生」 - Ougon batto tanjō                          | 1º aprile 1967    |         |
| 2  | Terrore di ghiaccio 「マンモスキラー」 - Manmosukira                                    | 8 aprile 1967     |         |
| 3  | Schiavitù 「ゲーゲオルグ」 - Ge-georugu                                                 | 15 aprile 1967    |         |
| 4  | Il robot gigante 「危機一髪」 - Kikiippatsu                                             | 22 aprile 1967    |         |
| 5  | Le piante giganti 「人喰い植物」 - Hitokui shokubutsu                                   | 29 aprile 1967    |         |
| 6  | Il melone misterioso 「メロン爆弾大追跡」 - Meron bakudan dai tsuiseki                  | 6 maggio 1967     |         |
| 7  | Il mistero africano 「怪獣サンドベロニヤ」 - Kaijū sandoberoniya                        | 13 maggio 1967    |         |
| 8  | Il mostro spaziale 「宇宙怪獣アリゴン」 - Uchū kaijū arigon                             | 20 maggio 1967    |         |
| 9  | Il verme d'oro 「怪獣ガイゴン」 - Kaijū gaigon                                          | 27 maggio 1967    |         |
| 10 | La battaglia dell'isola di uranio 「ウラン島の大決戦」 - Uran tou no dai kessen         | 3 giugno 1967     |         |
| 11 | Il tesoro egiziano 「謎のフィンカーメン」 - Nazo no finkamen                            | 10 giugno 1967    |         |
| 12 | Il mistero dei funghi esilaranti 「ジンガーの毒キノコ」 - Jinga no doku kinoko          | 17 giugno 1967    |         |
| 13 | La donna di neve 「ミュータント５」 - Myutanto 5                                        | 24 giugno 1967    |         |
| 14 | Il gatto nero 「原子ブラックギャット」 - Genshi burakku gyatto                          | 1º luglio 1967    |         |
| 15 | Il disco volante 「破壊魔ネロ」 - Hakai ma nero                                         | 8 luglio 1967     |         |
| 16 | Ghilton l'uomo roccia 「岩人ギルトン」 - Gan jin giruton                                | 15 luglio 1967    |         |
| 17 | Galgar il mostro 「怪鳥ガルガー」 - Kaichō Garuga                                       | 22 luglio 1967    |         |
| 18 | Titano il terribile 「ポリネシアの星」 - Porineshia no hoshi                            | 29 luglio 1967    |         |
| 19 | Il dottor LaMorte 「バット対バット」 - Batto tai batto                                  | 5 agosto 1967     |         |
| 20 | La perla magica 「青い炎の国」 - Aoi honoo no kuni                                      | 12 agosto 1967    |         |
| 21 | La regina dei Sigmaniani 「ルートシグマの女王」 - Rūto shiguma no joō                   | 19 agosto 1967    |         |
| 22 | L'ipermeteorite 「謎のペロン火山」 - Nazo no peron kazan                                | 26 agosto 1967    |         |
| 23 | La maschera nera 「怪盗ブラック仮面」 - Kaitō burakku kamen                             | 2 settembre 1967  |         |
| 24 | La perla atomica 「悪魔のルビー」 - Akuma no rubi                                       | 9 settembre 1967  |         |
| 25 | L'invasione dei robot 「ロボット都市」 - Robotto toshi                                  | 16 settembre 1967 |         |
| 26 | Il raggio della morte 「光線人間ボルド」 - Kōsen ningen borudo                          | 23 settembre 1967 |         |
| 27 | La trappola 「タランゲーの眼」 - Tarange no me                                          | 30 settembre 1967 |         |
| 28 | La donna fantasma 「アキシスの剣」 - Akishisu no ken                                    | 7 ottobre 1967    |         |
| 29 | Il pipistrello spaziale 「宇宙コウモリの謎」 - Uchū kōmori no nazo                      | 14 ottobre 1967   |         |
| 30 | I robot olimpici 「超能力改造人間」 - Chō nōryoku kaizō ningen                          | 21 ottobre 1967   |         |
| 31 | Il fantasma 「ゆうれい塔」 - Yūrei tō                                                   | 28 ottobre 1967   |         |
| 32 | Deserto mortale 「悪魔の巨像」 - Akuma no kyozō                                         | 4 novembre 1967   |         |
| 33 | Il mostro invisibile 「透明怪獣グラスゴン」 - Tōmei kaijū gurasugon                     | 11 novembre 1967  |         |
| 34 | Le mani della morte 「世界大洪水」 - Sekai daikōzui                                     | 18 novembre 1967  |         |
| 35 | Il mostro del vulcano 「地底怪獣モグラー」 - Chitei kaijū mogura                        | 25 novembre 1967  |         |
| 36 | La fabbrica dei vulcani 「地球大爆発」 - Chikyū dai bakuhatsu                           | 2 dicembre 1967   |         |
| 37 | Il mostro marino 「双頭怪獣ゲゲラ」 - Sōtō kaijū gegera                                 | 9 dicembre 1967   |         |
| 38 | L'isola del terrore 「恐竜の罠」 - Kyōryū no wana                                       | 16 dicembre 1967  |         |
| 39 | Giungla mortale 「骸骨の水先案内」 - Gaikotsu no mizusaki annai                         | 23 dicembre 1967  |         |
| 40 | La nuvola maledetta 「地球暗黒の日」 - Chikyū ankoku no hi                              | 30 dicembre 1967  |         |
| 41 | Il segreto del Diamante 「インドの女王」 - Indo no joō                                  | 6 gennaio 1968    |         |
| 42 | La strega 「妖婆の怪獣ヒードロ」 - Yō-ba no kaijū hidoro                                | 13 gennaio 1968   |         |
| 43 | I ciclopi 「廃坑の一つ目怪獣」 - Haikō no hitotsume kaijū                               | 20 gennaio 1968   |         |
| 44 | L'uomo leone 「ライガーマンの逆襲」 - Raigaman no gyakushū                              | 27 gennaio 1968   |         |
| 45 | L'allenatore di mostri 「死を呼ぶ女」 - Shi wo yobu onna                                | 3 febbraio 1968   |         |
| 46 | La strega e il mostro 「こうもり老女と怪獣シェルゴン」 - Kōmori rōjo to kaijū shierugon | 10 febbraio 1968  |         |
| 47 | L'imboscata 「幻のゲロンチューム90」 - Maboroshi no geronchumu 90                       | 17 febbraio 1968  |         |
| 48 | La società degli assassini 「小さい暗殺者」 - Chiisai ansatsu sya                       | 24 febbraio 1968  |         |
| 49 | L'uomo vampiro 「怪人こうもり男」 - Kaijin kōmori otoko                                 | 2 marzo 1968      |         |
| 50 | Il mostro del circo 「サーカス怪獣ガブラー」 - Sakasu kaijū gabura                      | 9 marzo 1968      |         |
| 51 | Il rapimento di Terry 「よみがえる暗闇バット」 - Yomigaeru kurayami batto               | 16 marzo 1968     |         |
| 52 | Per Zero è la fine 「ひび割れるナゾー帝国」 - Hibi ware ru nazo teikoku                 | 23 marzo 1968     |         |